# کلی کلارکسون
کلی براین (انگلیسی: Kelly Brianne؛ زادهٔ ۲۴ آوریل ۱۹۸۲) مشهور به کلی کلارکسون (Kelly Clarkson)، خواننده، ترانه‌نویس و مجری تلویزیونی آمریکایی است. او پس از پیروزی در فصل نخست امریکن آیدل در ۲۰۰۲ به شهرت رسید و سپس با آرسی‌ای رکوردز قرارداد بست. نخستین تک‌آهنگش «لحظه‌ای مانند این» به صدر جدول بیلبورد هات ۱۰۰ آمریکا رسید و پرفروش‌ترین تک‌آهنگ این کشور در ۲۰۰۲ شد. نخستین آلبومش سپاس‌گزار (۲۰۰۳) رتبهٔ نخست جدول بیلبورد ۲۰۰ را کسب کرد. کلارکسون به‌منظور بازآفرینی تصویر خود، با مدیریت آیدل قطع ارتباط کرد و برای آلبوم بعدیش، فرار (۲۰۰۴) به پاپ راک روی آورد که بیش از ۱۲ میلیون نسخه در جهان فروخت و دو جایزهٔ گرمی برنده شد.
کلارکسون کنترل هنری بیشتری را برای سومین آلبومش، دسامبر من (۲۰۰۷) به دست گرفت و در نوشتن تمام قطعات آن مشارکت داشت و تهیه‌کنندهٔ اجرایی آن بود. اما، ناشر او از موسیقی راک تاریک‌تر آلبوم ناراضی بود و با اکراه آن را تبلیغ کرد. آلبوم‌های بعدی—تنها چیزی که تا حالا خواستم (۲۰۰۹) و قوی‌تر (۲۰۱۱)—لحنی ملایم‌تر و آوای پاپ راک داشتند، که اولی دومین آلبوم نامبروان او در ایالات متحده شد و دومی او را به نخستین هنرمند تبدیل کرد که دو بار جایزهٔ گرمی بهترین آلبوم آواز پاپ را کسب کرد. این دو آلبوم با تک‌آهنگ‌های پرفروش «زندگیم بی‌تو مزخرف است» و «قوی‌تر (چیزی که تو رو نمی‌کشه)» همراه بود. کلارکسون با پیچیده در سرخ (۲۰۱۳) پرفروش‌ترین آلبوم کریسمسی در سال را داشت؛ تک‌آهنگش «زیر درخت» از سوی انجمن آهنگسازان، پدیدآوران و ناشران آمریکا، محبوب‌ترین ترانهٔ کریسمس منتشرشده در قرن بیست و یکم نام گرفت. هفتمین آلبومش، قطعه به قطعه (۲۰۱۵)، در ایالات متحده رتبه اول را کسب کرد. پس از ترک آرسی‌آی و امضای قرارداد با آتلانتیک در سال ۲۰۱۶، کلارکسون آلبوم معنای زندگی (۲۰۱۷) متأثر از سول، دومین آلبوم کریسمسی خود وقتی کریسمس از راه می‌رسد… (۲۰۲۱) و آلبوم استودیویی کمیستری (۲۰۲۳) را منتشر کرد.
کلارکسون بیش از ۸۲ میلیون نسخه از آثارش را در جهان فروخته است. او ۱۱ تک‌آهنگ تاپ تن در ایالات متحده و ۹ تک‌آهنگ تاپ تن در بریتانیا، کانادا و استرالیا دارد. او نخستین هنرمند تاریخ شد که به صدر جدول هر یک از جداول پاپ، معاصر بزرگسالان، پاپ بزرگسالان، کانتری و رقص بیلبورد رسید. کلارکسون به‌عنوان داور در د ویس از فصل ۱۴ تا فصل ۲۱ و دوباره برای فصل ۲۳ حضور داشته است. او از سال ۲۰۱۹ مجری برنامه گفتگوی خود، شوی کلی کلارکسون، بوده است. در میان جوایز متعددش، کلارکسون سه جایزهٔ موسیقی ویدئوی ام‌تی‌وی، سه جایزهٔ گرمی، چهار جایزهٔ موسیقی آمریکا، دو جایزه آکادمی موسیقی کانتری، پنج جایزه امی دی‌تایم و یک ستاره در پیاده‌روی مشاهیر هالیوود کسب کرده است. بیلبورد از او به‌عنوان «یکی از بزرگ‌ترین خوانندگان موسیقی پاپ» یاد کرد و از او با جایزهٔ پاورهاوس تجلیل کرده است. او در رتبهٔ نوزدهم رتبه‌بندی وی‌اچ‌وان از فهرست ۱۰۰ زن برتر موسیقی قرار گرفت.

## زندگی و حرفه

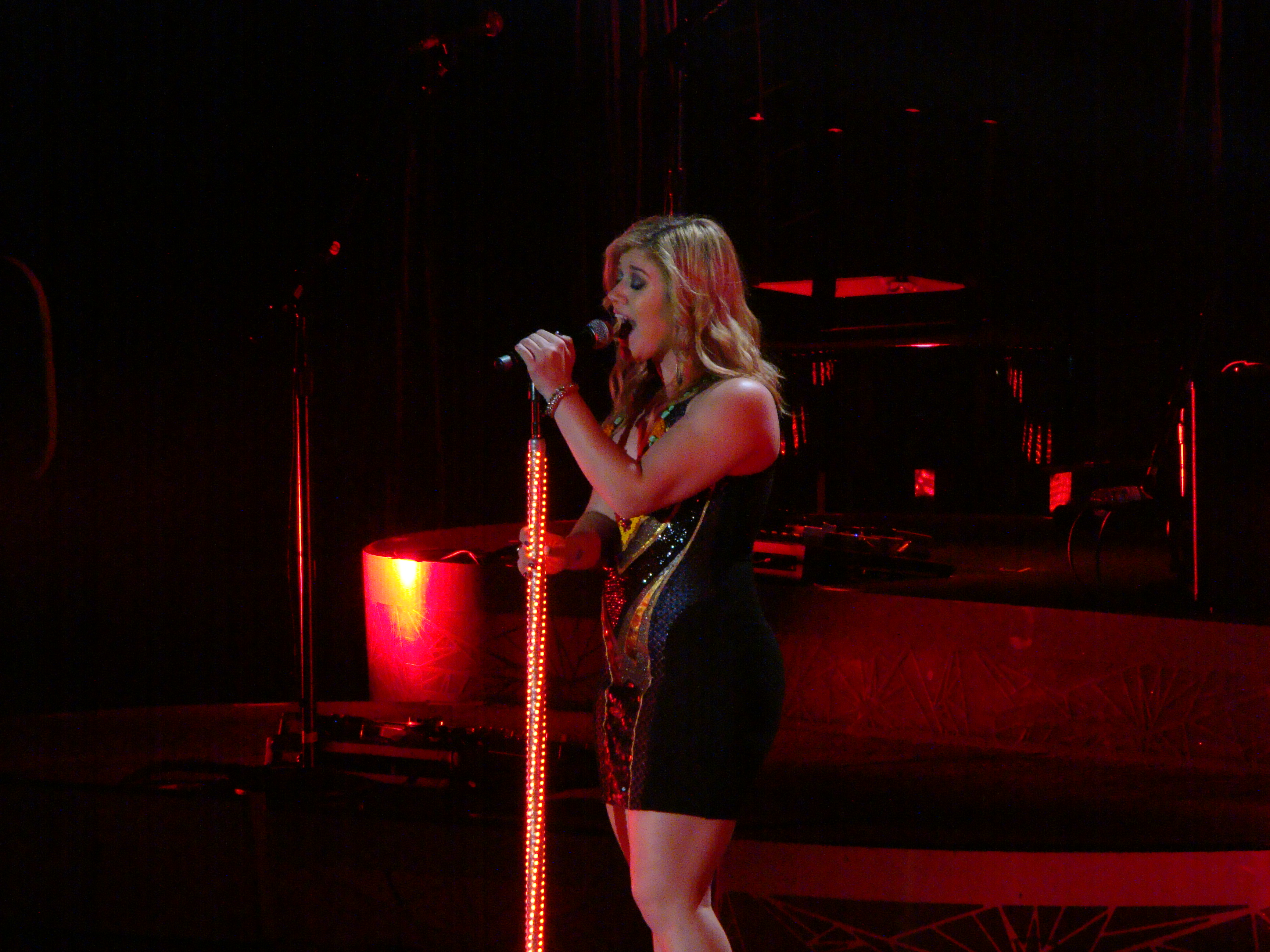
کلی کلارکسون در توز استرانگر، منچستر آرنا

وی کار خود با کمپانی «آرسی‌ای» را پس از برنده‌شدن در فصل اول برنامه تلویزیونی «امریکن آیدل» ∗ در سال ۲۰۰۲ آغاز کرد. او با انتشار اولین آلبوم موسیقی خود با نام سپاس‌گزار ∗ در سال ۲۰۰۲ در اصل خود را به‌عنوان یک خوانندهٔ سبک پاپ عرضه کرد.
پس از آن کلی با انتشار آلبوم تأثیرگذار و تأمل‌برانگیز فرار ∗ در سال ۲۰۰۴ توانایی و تمایل خود را به سبک پاپ راک به همگان نشان داد.
سومین آلبوم او با نام دسامبر من∗ در ۲۰ ژوئن ۲۰۰۷ منتشر شد که می‌توان آن را آلبومی تماماً پاپ راک نامید. بر اساس آمار شرکت سونی میوزیک، کلارکسون تاکنون نزدیک به ۲۰ میلیون آلبوم در سراسر جهان فروخته است. ۸ تک ترانهٔ او بین ده ترانهٔ برتر ۱۰۰ تک‌آهنگ داغ بیلبورد قرار گرفت. سه آلبوم اول او بیش از ۹/۵ میلیون نسخه در آمریکا فروخت. در سال ۲۰۰۸ او یکی از ۱۰ هنرمندی شد که بیشترین تعداد حضور در رادیوی بزرگ‌سالان معاصر را داشت. آلبوم چهارم کلارکسون با عنوان تنها چیزی که تا حالا خواستم∗ در ۱۰ مارس ۲۰۰۹ منتشر شد و در همان آغاز به رتبهٔ اول بیلبورد ۲۰۰ رسید. تک‌آهنگ او با نام «زندگی من بدون تو اعصاب خرد کن است»∗ در هفتهٔ اول انتشارش در لیست ۱۰۰ تک‌آهنگ داغ بیلبورد با ارتقائش از رتبهٔ ۹۷ به صدر جدول، رکورد صعود در رتبه را در تاریخ شکست.
در حال حاضر او تنها شرکت‌کننده در مسابقات امریکن آیدل است که توانست به رتبهٔ اول در انگلستان نایل شود. وی همچنین به کمک همین تک‌آهنگ منتشر شده از آلبوم چهارمش به تنهایی توانست در ۱ مارس ۲۰۰۹ به رتبهٔ اول تعداد دانلودها دست یابد.
کلارکسون با فروش بیش از ۱۰/۲ میلیون آلبوم موسیقی در آمریکا و بیش از ۲۰ میلیون آلبوم در سراسر جهان، موفق‌ترین برندهٔ مسابقهٔ امریکن آیدل از لحاظ تعداد فروش به حساب می‌آید. همچنین بر طبق گزارش نیلسن ساند اسکن کلارکسون در بین ۲۰۰ هنرمندی که بیشترین تعداد فروش آلبوم موسیقی را داشته‌اند، در رتبهٔ ۱۸۷ قرار گرفت.
وی اکنون در مسابقهٔ امریکاز گات تلنت داور موقت است.

## سرگذشت

### ابتدای زندگی و شروع کار
کلی کلارکسون در فورت ورث، از شهرهای ایالت تگزاس، متولد شد و در شهرک کوچکی در حومهٔ فورت ورث به نام برلسون∗ بزرگ شد. او سومین و کوچک‌ترین فرزند یک معلم سال اول و یک مهندس بازنشسته بود و یک برادر با نام جیسون∗ و خواهری به نام آلیشا∗ دارد. هنگامی که او شش سال بیشتر نداشت والدین او پس از ۱۷ سال زندگی در کنار هم از یکدیگر جدا شدند. در نتیجه برادر او تصمیم به زندگی با پدرش و خواهر او نیز تصمیم به زندگی در کنار عمه‌اش گرفت و کلی در کنار مادرش باقی‌ماند. زمانی که مادرش برای تأمین هزینهٔ خانواده روزانه کارهای مختلفی را انجام می‌داد، کلی بارها به اطراف شهر تگزاس می‌رفت. در نهایت پس از آنکه مادرش با مرد دیگری به نام جیمی تیلور∗ ازدواج کرد، خانوادهٔ تازه‌تشکیل‌شدهٔ کلارکسون به برلسون نقل مکان کرد.
در دوران رشد و بلوغ، خانوادهٔ کلارکسون از نظر مالی در شرایط دشواری قرار گرفته و در منزل مشاجره‌های بسیاری در مورد مسائل مالی می‌شد. از همین‌جا بود که کلی تصمیم به مسئولیت و استقلال مالی را در همان سن نوجوانی گرفت. پس از اولین طلاق والدینش، موسیقی تنها چیزی بود که او را آرام کرده و به او پناه می‌داد، اما نمی‌توانست آن را به‌عنوان علاج درد خود قبول کند. او دورهٔ راهنمایی و دبیرستان خود را به ترتیب در مدارس «Pauline G Hughes» و "Burleson" می‌گذراند. او در اصل می‌خواست یک زیست‌شناس شود. اما در سال هفتم از تحصیلش، هنگامی که او داشت در راهروی مدرسه آواز می‌خواند، یکی از معلمانش با نام سینتیا گلن∗ صدای او را شنید و از او خواست تا در گروه سرود مدرسه ثبت نام کرده و به فعالیت بپردازد. کلی خطاب به معلمش گفت که او تاکنون در هیچ کلاسی برای تمرین شرکت نکرده است. او در دبیرستان در تئاترهای موزیکالی شرکت کرد مانند Annie Get Your Gun, Seven Brides for Seven Brothers و Brigadoon. از اینجا بود که کلی تصمیم به ادامه دادن موسیقی گرفت. پس از آنکه مردی این جملات امید بخش را با او در میان گذاشت: «خداوند این فرصت را نصیب تو کرده است. تو باید آواز بخوانی. هدف تو خوانندگی است.» کلی در نمایش استعدادهای مدرسهٔ خود شرکت کرد. او به خواندن ادامه داد و شروع به تمرین‌های ابتدایی کرد. از آنجایی که خانوادهٔ او توانایی مالی پایینی داشت، کلی امیدوار بود تا موسیقی بتواند هزینهٔ دانشگاهش را تعمیم کند.
کلی بسیار سخت مشغول درس و مدرسه شده‌بود و همچنین در کنار آن اضافه‌کاری‌هایی مانند چمن‌زنی و کمک به ناپدری پیمان‌کارش در ساخت ایوان می‌کرد. او همچنین در ۱۶ سالگی در یک تله‌تئاتر هم کار می‌کرد، تا زمانی که به لس آنجلس نقل مکان کرد.
به محض فارغ‌التحصیلی از دبیرستان، برای او بورسیه‌های تحصیلی کاملی از طرف دانشگاه تگزاس، دانشگاه نورث تگزاس∗ و دانشکده موسیقی برکلی پیشنهاد شد، ولی او تمایلی به رفتن به کالج نداشت و او «پیش از این ترانه‌های بسیاری نوشته بود و می‌خواست خودش آن‌ها را امتحان کند» و او معتقد بود که هیچ وقت برای رفتن به کالج دیر نمی‌شود.

### امریکن آیدل ۲۰۰۲
کلارکسون در ۴ سپتامبر ۲۰۰۲ با به‌دست‌آوردن ۵۸ درصد آراء برندهٔ اولین دورهٔ مسابقات امریکن آیدل شد. به دنبال آن، کلی تصنیف «لحظه‌ای مانند این»∗ را سرود که متعاقباً این آهنگ در نخستین آلبوم او، سپاس‌گزار، قرار گرفت. موزیک ویدئوی این ترانه در تئاتر پنتیجز در هالیوود فیلم‌برداری شد و گوشه‌هایی از اجراهای او در امریکن آیدل هم در آن گنجانده شد. زمانی که این ترانه به‌عنوان یک تک‌آهنگ در اکتبر ۲۰۰۲ منتشر شد، در فهرست ۱۰۰ تک‌آهنگ داغ بیلبورد در رتبهٔ پنجاه و دوم قرار گرفت و پس از اندک زمانی از این رتبه به صدر جدول ارتقاء پیدا کرد. این موفقیت تا حد زیادی به دلیل تکثیر سی‌دی تک‌آهنگ‌ها توسط امریکن آیدل در وسعت ۲۳۶ هزار کپی در هفتهٔ اول در ایالات متحده آمریکا، بود. این ترانه همچنین به مدت ۵ هفته در کانادا صدرنشین بود.

#### ترانه‌های اجرا شده در «امریکن آیدل»
اجرای اصلی: «برای خودت بیان کن»∗ از مدونا و «در نهایت»∗ از اتا جیمز
| دوره         | نام ترانه                                      | خوانندهٔ اصلی               | موضوع                                     | نتیجه |
| ------------ | ---------------------------------------------- | -------------------------- | ----------------------------------------- | ----- |
| ۱۲۱ نفر برتر | «تکریم» ∗                                      | آرتا فرانکلین              | ورود به هالیوود مرحلهٔ ۱                   | مجاز  |
| ۶۵ نفر برتر  | «کمی عبادت می‌کنم» ∗                            | دیان وارویک                | ورود به هالیوود مرحلهٔ ۲                   | مجاز  |
| ۴۵ نفر برتر  | «بهترین را برای آخری نگه‌دار» ∗                 | ونسا ال. ویلیامز           | ورود به هالیوود مرحلهٔ ۳                   | مجاز  |
| ۳۰ نفر برتر  | «تکریم»                                        | آرتا فرانکلین              | گروه ۲ نیمه نهایی                         | مجاز  |
| ۱۰ نفر برتر  | «تو تنها چیزی هستی که برای پیشرفت نیاز دارم» ∗ | ماروین گی/تامی ترل         | موتاون                                    | مجاز  |
| ۸ نفر برتر   | «زن طبیعی» ∗                                   | آرتا فرانکلین              | هفتهٔ دههٔ ۶۰ میلادی                        | مجاز  |
| ۷ نفر برتر   | «آن آهنگ را نزن» ∗                             | آرتا فرانکلین              | هفتهٔ دههٔ ۷۰ میلادی                        | مجاز  |
| ۶ نفر برتر   | «چیزی همانند آن در آنجا» ∗                     | بتی هاتن                   | هفتهٔ بزرگ‌ترین گروه‌ها                      | مجاز  |
| ۵ نفر برتر   | «حرکت در نزدیکی» ∗                             | دیان وارویک                | هفتهٔ ترانه‌های عشقی                        | مجاز  |
| ۴ نفر برتر   | «این مرد بارانی است» ∗ «من تسلیمم» ∗           | ودر گرلز سلین دیون         | هفتهٔ ترانه‌های دههٔ ۸۰ هفتهٔ ترانه‌های دههٔ ۹۰ | مجاز  |
| ۳ نفر برتر   | «دوباره فکر کن» ∗ «بدون تو» ∗                  | سلین دیون بدفینگر          | هفتهٔ داوری                                | مجاز  |
| ۲ نفر برتر   | «تکریم» «قبل از عشق تو»∗ «لحظه‌ای مانند این»    | آرتا فرانکلین کلی کلارکسون | هفتهٔ ترانه‌های انتخابی خوانندگان           | مجاز  |
| نهایی        | «لحظه‌ای مانند این»                             | کلی کلارکسون               | انتخاب برندهٔ مسابقات                      | برنده |

## دیسکوگرافی
- سپاس‌گزار (۲۰۰۳)
- فرار (۲۰۰۴)
- دسامبر من (۲۰۰۷)
- تنها چیزی که تا حالا خواستم (۲۰۰۹)
- قوی‌تر (۲۰۱۱)
- پیچیده در سرخ (۲۰۱۳)
- قطعه به قطعه (۲۰۱۵)
- معنای زندگی (۲۰۱۷)
- وقتی کریسمس از راه می‌رسد… (۲۰۲۱)
- کمیستری (۲۰۲۳)